# ピーター・マーク・ロジェ

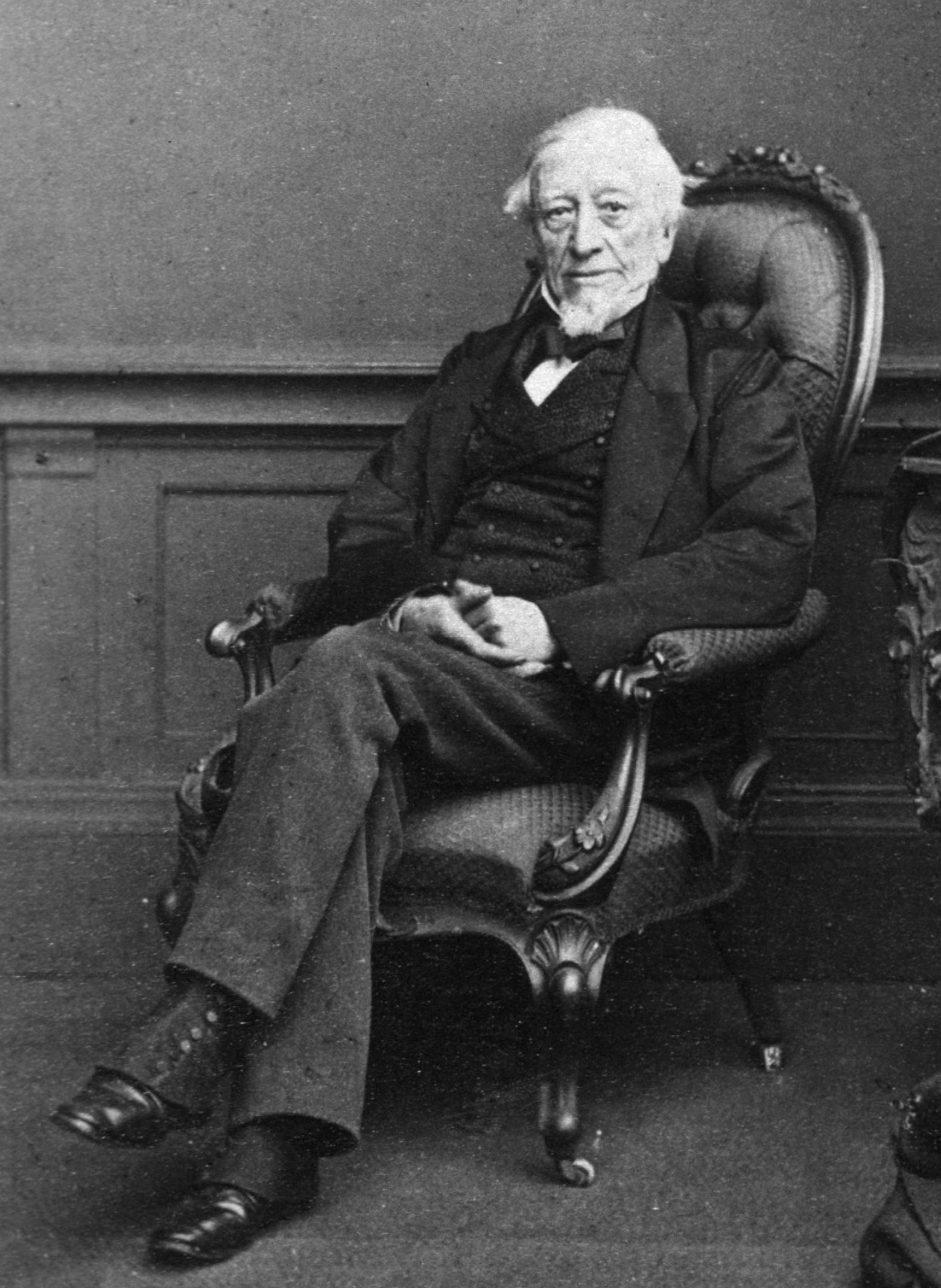
Peter Mark Roget

ピーター・マーク・ロジェ（英：Peter Mark Roget FRS、UK: /ˈrɒʒeɪ/ or US: /roʊˈʒeɪ/、;1779年1月18日 - 1869年9月12日）は、医師、生理学者、自然神学者、辞書編集者である。1852年に出版された、『英語語句宝典』（"Thesaurus of English Words and Phrases"、『ロジェのシソーラス』とも）の編集者として知られる。

## 略歴
ロンドンで生まれた。父親はスイス人の牧師である。両親を早く失い、親族を自殺で失い、うつ病に悩まされる人生を送った。子供時代から、リストをつくるのに執着していたが、類語辞典のための言葉のリスト作りは、うつ病から逃れるための努力でもあったとされる。エディンバラ大学で医学を学び、1798年に卒業した。
医学教育の分野に関心を持ち、1805年に創立された、ロンドン医学・外科学会（Medical and Chirurgical Society of London、後に王立医学会Royal Society of Medicineとなる）の設立者の一人となり、事務局長を務めた。1834年に王立研究所の生理学のフラリアン教授職についた。
研究分野の業績は多様で、回転する車輪のリムが 一定の回転速度で 止まって見えるという視覚現象の説明に「残像効果」という用語で説明をしたことや、対数尺を用いて平方根を求めるための計算尺の改良などが知られている。第8代ブリッジウォーター伯爵フランシス・エジャートンの遺した資金で出版された、8つテーマの論文（"Bridgewater Treatises"）の一つ、『自然神学からみた動植物の生理学』も1834年に出版し、ブリタニカ百科事典の記事も書いた。
1840年に公職から引退し、1848年頃から、自分の記憶を永続化させるために類語辞典の出版の準備を始め、1852年に最初の版が出版された。存命中に12版が出版され、没後息子のジョン・ルイス・ロジェ（John Lewis Roget）や孫のサミュエル・ロミリー・ロジェ（Samuel Romilly Roget）によって増補、改訂が続けられた。
ロジェは1838年に設立されたロンドン大学の設立に貢献した。有用知識普及協会（The Society for the Diffusion of Useful Knowledge)の設立者で多くの手引書の出版を行った。

## 著作
- Treatises on Electricity, Galvanism, Magnetism, and Electro-magnetism. London: Baldwin and Cradock; printed by William Clowes. 1832. LCCN 08007072.
- Animal and Vegetable Physiology Considered with Reference to Natural Theology. Part I: The Mechanical Functions. Bridgewater Treatises. London: William Pickering; reissued by Cambridge University Press. 2009 [1834]. ISBN 978-1-108-00008-6. LCCN 06011266.
- Animal and Vegetable Physiology Considered with Reference to Natural Theology. Part II: The Vital Functions. Bridgewater Treatises. London: William Pickering; reissued by Cambridge University Press. 2009 [1834]. ISBN 978-1-108-00008-6. LCCN 06011266.
- Thesaurus of English Words and Phrases (Fourth ed.). London: Longman, Brown, Green, and Longmans. 1856.

## 関連文献
- スコット・クリスチャンソン（英語版）、2018、「ロジェの『英語語句宝典』」、『図説 世界を変えた100の文書』、創元社 ISBN 978-4-422-21530-3 p. 108